# 루이 2세 당주
루이 2세 당주(프랑스어: Louis II d'Anjou, 1377년 10월 5일 - 1417년 4월 29일)는 1389년부터 1399년까지 시칠리아의 군주이자 1384년부터 1417년까지의 앙주의 공작이다. 그는 발루아앙주 가문 출신이다.

## 생애
툴루즈에서 루이 2세는 나폴리의 군주인 루이 1세와 마리 드 블루아의 아들로 태어났다. 그는 1384년에는 프로방스를 포함한 앙주 가문의 유산을 물려받았고, 앙주 가문의 주요 일족이자 그의 경쟁 상대였던 샤를 드 두라초의 나폴리 영지도 계승받았다.
그의 아버지가 사망 후, 프로방스의 주요 도시들에서 반란이 발생했다. 그의 어머니는 군대를 일으켰고, 지원을 얻기 위해 이 도시 저 도시를 순회하였다. 루이는 1387년에 프로방스 백작으로 인정받았다. 그는 1409년 엑상프로방스에 대학교를 세웠다.
1386년에 샤를 드 두라초의 아들 미성년의 라디슬라오가 그의 아버지가 사망하자, 나폴리에서 추방을 당하고 말았다. 루이 2세는 1389년 11월 1일에 아비뇽의 대립교황 클레멘스 7세에게서 나폴리 군주 왕위를 받았고 다음 해 나폴리 영지를 차지하였다. 그는 1399년 그의 경쟁 상대에게 쫓겨나고 만다.
1409년에 그는 라디슬라오의 지배에서 로마를 해방시켜냈고, 1410년에는 대립교황 요한 23세의 동맹으로서, 라디슬라오를 공격하고 로카세카에서 패배시켰다(1411). 결국에 루이는 나폴리의 지지자들을 잃고 자리를 포기할 수 밖에 없었다. 그의 나폴리 소유권은 아들인 루이 3세에게로 넘어갔다.
그는 1400년 아를에서 아라곤 왕위 계승 가능성을 주었던 욜란다 데 아라곤과 혼인한다. 그녀의 아버지 후안 1세 데 아라곤이 1396년에 사망하고, 그녀의 작은 아버지 마르틴 1세 데 아라곤이 1410년에 사망했었다.
그의 아들 루이는 부르고뉴의 용맹공 장의 딸 카트린(Catherine)과 약혼한다. 하지만 장이 프랑스의 도팽을 공격한 후, 루이 2세와 그의 아내는 아르마냐크파에 가담하게 된다. 이로 인해 카트린과의 약혼은 취소하며, 이로 인해 부르고뉴 공작의 적대감을 야기하였다.
루이 2세는 요로감염증으로 인해 아쟁쿠르 전투에는 참전하지 못했다. 전투 이후 그는 파리에서 가족들과 함께 앙제로 도주하였다.
루이 2세는 앙제에 있는 그의 성에서 사망하였고 그곳에 묻혔다.

## 가정
루이와 욜란다는 5명의 자녀를 가졌다:
- 루이 3세 당주 :명목상 나폴리의 군주이자 앙주 공작.
- 르네 당주 : 나폴리의 군주이자 앙주 공작.
- 샤를 4세 뒤 멘 (1414–1472) : 멘 백작.
- 마리 당주 (1404–1463) : 1442년 부르주에서 샤를 7세와 혼인.
- 욜랑드(Yolande, 1412년 – 1440년) : 처음에는 브라반트 공작 필리프 1세와 혼인하였다가 1431년 낭트에서 프랑수아 1세 드 부르타뉴와 재혼한다.

## 같이 보기
- 시칠리아의 군주